# Masamichi Yamamoto
Masamichi Yamamoto (jap. 山本 雅道, Yamamoto Masamichi; * 4. August 1978 in der Präfektur Kanagawa) ist ein ehemaliger japanischer Radrennfahrer.
Masamichi Yamamoto wurde im Jahr 2000 Dritter bei der Tour de Okinawa. 2003 wurde er Profi bei dem japanischen Radsportteam Shimano Racing. Ab 2005 war er bei Shimano-Memory Corp, die ab 2006 unter dem Namen Skil-Shimano fahren. Von 2008 bis 2011 fuhr Yamamoto für das Team Bridgestone Anchor, wo er in seinem ersten Jahr eine Etappe bei der Tour de la Martinique gewann.

## Erfolge
2008
- eine Etappe Tour de la Martinique

## Teams
- 2003 Shimano Racing
- 2004 Shimano Racing
- 2005 Shimano-Memory Corp
- 2006 Skil-Shimano
- 2007 Skil-Shimano
- 2008 Team Bridgestone Anchor
- 2009 Team Bridgestone Anchor
- 2010 Bridgestone Anchor
- 2011 Bridgestone Anchor

- 2015 Kinan Cycling Team